# Asi-Markovics Péter
Asi-Markovics Péter (szerbül: Petar Asi-Marković, ill. Петар Аси-Марковић) (Baja, 1770. március 23. – Buda, 1844. december 18.), táblabíró, nemesi szerb családból származik.

## Élete
A nemesi oklevelet a zombori Gruja Asi-Markovics 1699-ben kapta I. Lipót császártól. Asi-Markovics Péter nagyban hozzájárult a korabeli szerb irodalom fejlődéséhez. Segítette Defoe: Robison Crusoe első szerb nyelvű fordításának kiadását (Buda, 1799), melyet Nikola Lazarević trieszti szerb tanár fordított németről szerbre. Hozzájárult Joakim Vujić (Baja, 1772 – Belgrád, 1847) szerb író, fordító, a „szerb színjátszás atyja” tevékenységének sikeréhez. A Pesten 1826-ban alapított Matica srpska (Szerb Matica) tudós és irodalmi társaság egyik tagja volt. Budán lakott, és Bihar-, illetve Csanád vármegye táblabírája volt. Szerb nyelven írott munkáiban leginkább a romák néprajzával, hiedelmeivel foglalkozott.

## Munkái
- Stemmatografia, sirječ: opisanie načatnego proishoždenia Ciganov madjarskih s nekimi pripovedkami spisano. Buda. 1803 (Stemmatografia, az az a magyarországi czigányok eredetének elbeszélése, némely toldalékkal)
- Pripovedke o Ciganinu. Uo. 1815? (Mondák a czigányokról)
- Neblagodarnost, otkud izvire i kakve donosi plode?, Uo. 1832 (Hálátlanság)